# 산자이 더트
산자이 더트(Sanjay Dutt, 1959년 7월 29일 ~ )는 인도의 배우이다.

## 출연 작품
- 부미 (2017)
- 웅글리 (2014)
- 피케이: 별에서 온 얼간이 (2014)
- 잔지어 (2013)
- 폴리스가이 (2013)
- 간차카르 (2013)
- 질라 가지아바드 (2013)
- 선 오브 사르다르 (2012)
- 디파트먼트 (2012)
- 아그니파스 (2012)
- 더블 다마알 (2011)
- 데시 보이즈 (2011)
- 라 원 (2011)
- 티스 마르 칸 (2010)
- 알라딘 (2009)
- 올 더 베스트: 펀 비긴스 (2009)
- 숏컷 - 더 콘 이즈 온 (2009)
- 우드스탁 빌라 (2008)
- 키드냅 (2008)
- 에클라비아 - 더 로열 가드 (2007)
- 다마알 (2007)
- 옴 샨티 옴 (2007)
- 타타추 (2006)
- 계속해요, 문나 형님 (2006)
- 진다 (2006)
- 더스 (2005)
- 비루드 (2005)
- 파리니타 (2005)
- 원 앤 원 일레븐: 바이 후크 오알 바이 크룩 (2003)
- 문나 형님, 의대에 가다 (2003)
- 위 아 낫 레스 댄 애니원 (2002)
- 칸테 (2002)
- 조디 넘버 원 (2001)
- 미션 카슈미르 (2000)
- 컴온, 마이 브라더 (2000)
- 다그: 더 파이어 (1999)
- 하시나 만 자예기 (1999)